# Lenore Ulric
Lenore Ulric, nata Lenore Ulrich (New Ulm, 21 luglio 1894 – Orangeburg, 30 dicembre 1970), è stata un'attrice statunitense, star delle scene di Broadway e dei primi anni del cinema muto.

## Biografia
Nata nel Minnesota nel 1892, Lenore Ulric era figlia di Franz Xavier Ulrich, impiegato in un ospedale militare. Già da ragazzina, aveva deciso di intraprendere la carriera di attrice. Cominciò a recitare ancora studentessa, andando in tournée con alcune compagnie di giro nel Wisconsin, nel Michigan e nell'Illinois. Dopo aver lavorato brevemente per gli Essanay Studios di Chicago, recitò di nuovo a teatro a Schenectady, nello stato di New York.

## Filmografia
La filmografia è completa. Quando manca il nome del regista, questo non viene riportato nei titoli
- The First Man (1911)
- A Polished Burglar (1911)
- Kilmeny, regia di Oscar Apfel (1915)
- The Better Woman, regia di Joseph A. Golden (1915)
- Paula (The Heart of Paula), regia di Julia Crawford Ivers e William Desmond Taylor (1916)
- The Intrigue, regia di Frank Lloyd (1916)
- The Road to Love, regia di Scott Sidney (1916)
- Her Own People, regia di Scott Sidney (1917)
- Tiger Rose, regia di Sidney Franklin (1923)
- Giustizia dei ghiacci (Frozen Justice), regia di Allan Dwan (1929)
- La perla di Hawaii (South Sea Rose), regia di Allan Dwan (1929)
- Margherita Gauthier (Camille), regia di George Cukor (1936)
- La taverna dei quattro venti (Two Smart People), regia di Jules Dassin (1946)
- Notorious - L'amante perduta (Notorious), regia di Alfred Hitchcock (1946)
- Tentazione (Temptation), regia di Irving Pichel (1946)
- Il prigioniero di Fort Ross (Northwest Outpost), regia di Allan Dwan (1947)

## Doppiatrici italiane
- Marcella Rovena in Margherita Gauthier (doppiaggio originale)
- Anna Rita Pasanisi in Margherita Gauthier (ridoppiaggio)

## Spettacoli teatrali

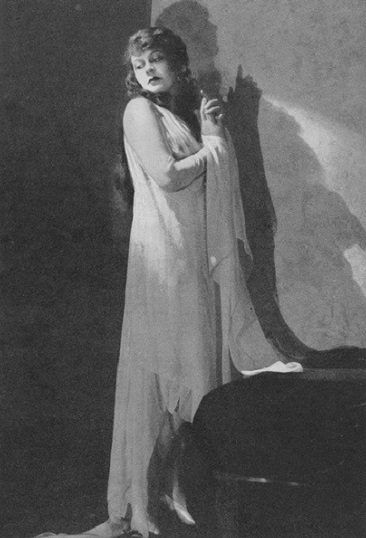
Lenore Ulric in Mima, 1929

- The Bird of Paradise - (prima: 8 gennaio 1912)
- The Mark of the Beast - (prima: 20 ottobre 1915)
- The Heart of Wetona scritto da George Scarborough - attrice protagonista (prima: 29 febbraio 1916)
- Tiger Rose - (prima: 3 ottobre 1917)
- The Son-Daughter - (prima: 19 novembre 1919)
- Kiki - attrice protagonista (prima: 29 novembre 1921)
- The Harem - (prima:2 dicembre 1924)
- Lulu Belle - attrice protagonista (prima: 9 febbraio 1926)
- Mima - attrice protagonista (prima 12 dicembre 1928)
- Pagan Lady - (prima: 20 ottobre 1930)
- The Social Register - (prima: 9 novembre 1931)
- Nona - attrice protagonista (prima: 4 ottobre 1932)
- Her Man of Wax - (prima: 11 ottobre 1933)
- The Fifth Column - (prima: 6 marzo 1940)
- Antony and Cleopatra - (prima: 26 novembre 1947)